# آبشار بوشکیل
آبشار بوشکیل (به انگلیسی: Bushkill Falls) آبشاری است که در پنسیلوانیا واقع شده و ارتفاع کلی ریزشگاه آن ۳۰ متر است.